# John Glascock

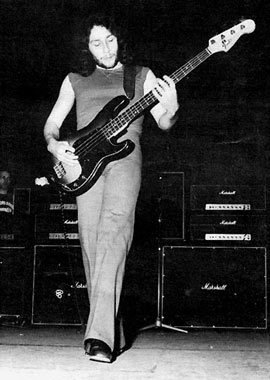
John Glascock, 1976.

John Glascock, född 2 maj 1951 i Islington, död 17 november 1979 i London, var en engelsk musiker som var basist i ett antal rockgrupper under 1970-talet. Han var kort med i grupperna The Gods, Toe Fat och Chicken Shack. Han spelade sedan i gruppen Carmen 1973-1976 då den upplöstes. Samma år blev han medlem i Jethro Tull efter att basisten Jeffrey Hammond slutat i gruppen. Glascock medverkade på albumen Too Old to Rock 'n' Roll: Too Young to Die!, Songs from the Wood, Heavy Horses, och till viss del Stormwatch.
Glascock hade diagnostiserats med hjärtfel, och detta i kombination med ett vilt festliv ledde till att han avled 1979. Jethro Tulls dåvarande trummis Barriemore Barlow tog dödsfallet mycket hårt och lämnade kort därefter gruppen.